# 2050년대
2050년대는 2050년부터 2059년까지를 가리키며 21세기의 절반이 지나는 연대이다.